# 双溪乡 (古丈县)
双溪乡，是中华人民共和国湖南省湘西土家族苗族自治州古丈县下辖的一个乡镇级行政单位。

## 行政区划
双溪乡下辖以下地区：
双溪社区、官坝村、夯水村、溪流墨村、茅坡村、宋家村、蔡家村、排若村和梳头溪村。